# 帕洛尼厄
帕洛尼厄（法語：Palogneux，法語發音：[palɔɲø]）是法国卢瓦尔省的一个市镇，位于该省西部，属于蒙布里松区。

## 地理
帕洛尼厄（45°44'38"N, 3°55'12"E）面积7.01 平方千米，位于法国奥弗涅-罗讷-阿尔卑斯大区卢瓦尔省，该省份为法国中南部省份，北起顺时针与索恩-卢瓦尔省、罗讷省、伊泽尔省、阿尔代什省、上盧瓦爾省、多姆山省和阿列省接壤。
与帕洛尼厄接壤的市镇（或旧市镇、城区）包括：萨伊苏库藏、圣乔治昂库藏、下圣瑞斯特。
帕洛尼厄的时区为UTC+01:00、UTC+02:00（夏令时）。

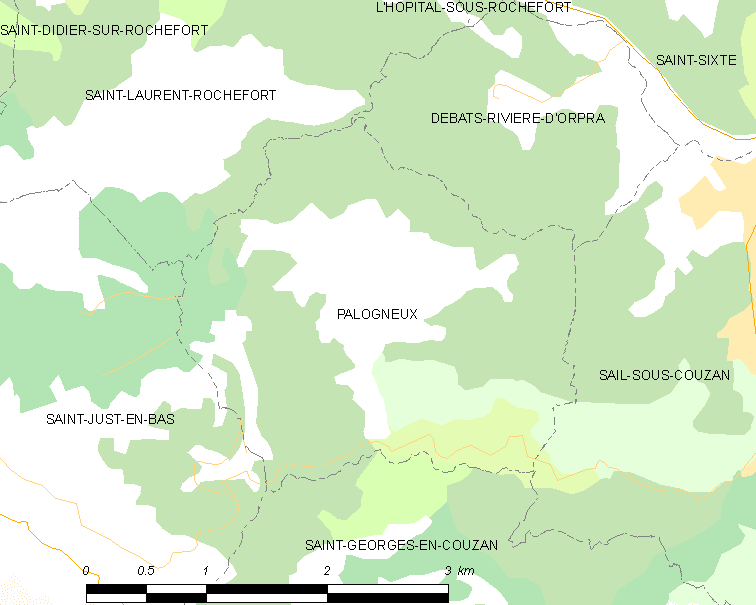
帕洛尼厄的OSM定位图

## 行政
帕洛尼厄的邮政编码为42990，INSEE市镇编码为42164。

## 政治
帕洛尼厄所属的省级选区为利尼翁河畔博安县。

## 交通
卢瓦尔省省道D55线和D97线经过境内。

## 人口

1962-2008年间帕洛尼厄人口变化图示

帕洛尼厄于2022年1月1日时的人口数量为69人。